# 小川徹 (格闘家)
小川 徹（おがわ とおる、1987年3月19日 - ）は、日本の男性元総合格闘家。実業家。新潟県出身。TRIBE TOKYO M.M.A所属。
第6代フライ級キング・オブ・パンクラシスト。

## 来歴
小学生で空手道場に通い始めたことをきっかけに、強くなりたいという気持ちが強くなり、高校卒業まで空手を続ける。
2005年に新川高等学校卒業後、陸上自衛隊に入隊。自衛隊入隊後はレンジャー隊員になり新潟や東北の災害派遣などで7年間従事。
自衛隊に在籍する傍ら高橋義生が運営していたD-ONEジムに入会、その後TRIBE TOKYO M.M.A.に移籍。グラフィックデザイナーとしても活動。
2014年5月25日、プロデビュー戦として渡辺幸一と5分2ラウンドで対戦し、3-0で判定勝ち。
8月10日、パンクラスデビュー戦で鮎田直人と3分3ラウンドで対戦し、2-1で判定勝ち。
2015年にはパンクラスの新人王にあたるネオブラッド・トーナメントにスーパーフライ級で参戦。
3月15日、1回戦で小林優と3分3ラウンドで戦い3-0で判定勝ち。
5月31日、準決勝で桑原悠と3分3ラウンドで戦い、2R1:36でKO勝ち。
決勝の相手となった田中智也が体調不良のために棄権し、不戦勝扱いとなり優勝。
一方、2016年にはデザイン制作会社として株式会社Lead The Wayを設立。
2017年にはファッションブランド「CREED」を手掛け、ファッションショーデビューも飾った。
2021年5月30日、第5代フライ級キング・オブ・パンクラシストの仙三の負傷および前フライ級暫定キング・オブ・パンクラシストの翔兵の王座返上に伴い行われたフライ級暫定王者決定4人トーナメントに参戦。
秋葉太樹と5分3ラウンドで戦い、3-0で判定勝ちで決勝進出。その後、Bブロック勝者である猿飛流が負傷により棄権、不戦勝扱いとなり小川が正式にフライ級暫定キング・オブ・パンクラシストとして認定された。
初防衛戦として、同年10月17日に上田将竜と5分5ラウンドで対戦し3-0の判定勝ちで初防衛に成功。上田はフライ級暫定王者決定4人トーナメントに参戦をしており、これまで2度戦い2敗喫していた。
その後正規王者の仙三は防衛戦の見通しが立たず王座返上、小川が正式に第6代フライ級キング・オブ・パンクラシストとなった。
2022年3月21日、正規王者としての防衛戦相手として、フライ級暫定王者決定4人トーナメントに参戦していた猿飛流と5分5ラウンドで対戦。トーナメントの事実上の決勝戦が実現した試合は0-3の判定負けで2度目の防衛に失敗、王座から陥落した。
敗戦を機にパンクラスから離れ、8月21日にDEEP 109 IMPACTにて安谷屋智弘と5分3ラウンドで対戦。1Rにアームロックによる見込み一本負けを喫した。
12月11日、DEEP TOKYO IMPACT 2022 7th ROUNDで原虎徹と対戦するも1RにパウンドによるTKO負けを喫し、この試合を最後に現役を引退。
明けて2023年3月26日にPANCRASE 332にて清水清隆と引退セレモニーを行った。

## 戦績

### プロ総合格闘技
| 総合格闘技 戦績 | 総合格闘技 戦績 | 総合格闘技 戦績 | 総合格闘技 戦績 | 総合格闘技 戦績 | 総合格闘技 戦績 | 総合格闘技 戦績 |
| --------------- | --------------- | --------------- | --------------- | --------------- | --------------- | --------------- |
| 22 試合         | (T)KO           | 一本            | 判定            | その他          | 引き分け        | 無効試合        |
| 14 勝           | 4               | 0               | 9               | 1               | 0               | 1               |
| 7 敗            | 3               | 1               | 3               | 0               | 0               | 1               |

| 勝敗 | 対戦相手           | 試合結果                                        | 大会名                                                                                 | 開催年月日     |
| -    | 清水清隆           | 1R 3:00 時間切れ                                | PANCRASE 332 【引退試合】                                                              | 2023年3月26日  |
| ×    | 原虎徹             | 1R 1:24 TKO（グラウンドパンチ）                 | DEEP TOKYO IMPACT 2022 7th ROUND                                                       | 2022年12月11日 |
| ×    | 安谷屋智弘         | 1R 1:52 アームロック                            | DEEP 109 IMPACT 【DEEPフライ級グランプリ1回戦】                                        | 2022年8月21日  |
| ×    | 猿飛流             | 5R 5:00 判定/0-3                                | PANCRASE 326 【フライ級 キング オブ パンクラス チャンピオンシップ】                    | 2022年3月21日  |
| ○    | 上田将竜           | 5R 5:00 判定/3-0                                | PANCRASE 324 【暫定キング・オブ・パンクラス防衛戦】                                    | 2021年10月17日 |
| ○    | 秋葉太樹           | 3R 5:00 判定/3-0                                | PANCRASE 321 【キング・オブ・パンクラスフライ級 暫定王者決定4人トーナメントAブロック】 | 2021年5月30日  |
| ×    | ライリー・ドゥトロ | 1R 4:33 TKO/グラウンドのパンチ                  | PANCRASE308                                                                            | 2019年9月29日  |
| ○    | マモル             | 3R 5:00 判定/3-0                                | PANCRASE305                                                                            | 2019年5月26日  |
| ×    | 上田将竜           | 2R 3:51 KO/右ハイキック                         | PANCRASE302                                                                            | 2018年12月9日  |
| ○    | タテキ・マツダ     | 1R 2:50 レフェリーストップ/グラウンドでのパンチ | PANCRASE297                                                                            | 2018年7月1日   |
| ×    | 翔兵               | 3R 5:00 判定/0-3                                | PANCRASE293                                                                            | 2018年2月4日   |
| ○    | 山本篤             | 2R 1:16 KO/膝蹴り                               | PANCRASE290                                                                            | 2017年10月8日  |
| ×    | 上田将竜           | 3R 5:00 判定/1-2                                | PANCRASE289                                                                            | 2017年8月20日  |
| ○    | アレックス・オカベ | 3R 0:25 KO/左ストレート                         | PANCRASE286                                                                            | 2017年4月23日  |
| ○    | 井島裕彰           | 3R 3:00 判定/3-0                                | PANCRASE282                                                                            | 2016年11月13日 |
| ○    | 中村龍之           | 3R 3:00 判定/3-0                                | PANCRASE280                                                                            | 2016年9月11日  |
| ○    | 田中智也           | 不戦勝                                          | PANCRASE 269 【ネオブラッド・トーナメント フライ級 決勝】                              | 2015年8月9日   |
| ○    | 桑原悠             | 2R 1:36 KO/スタンドのパンチ                     | PANCRASE 267 【ネオブラッド・トーナメント フライ級 準決勝】                            | 2015年5月31日  |
| ○    | 小林優             | 3R 3:00 判定/3-0                                | PANCRASE 265 【ネオブラッド・トーナメント フライ級 1回戦】                             | 2015年3月15日  |
| ○    | 大場翔             | 2R 5:00 判定/3-0                                | TTF CHALLENGE 03                                                                       | 2014年11月3日  |
| ○    | 鮎田直人           | 3R 3:00 判定/2-1                                | PANCRASE 260                                                                           | 2014年8月10日  |
| ○    | 渡辺幸一           | 2R 5:00 判定/3-0                                | TTF CHALLENGE 01                                                                       | 2014年5月25日  |

## 獲得タイトル
- パンクラス 第21回ネオブラッド・トーナメント スーパーフライ級（56.7kg）優勝（2015年）
- 第6代フライ級キング・オブ・パンクラス王座（2022年）